# Crossandra leucodonta
Crossandra leucodonta är en akantusväxtart som beskrevs av K. Vollesen. Crossandra leucodonta ingår i släktet Crossandra och familjen akantusväxter. Inga underarter finns listade i Catalogue of Life.